# Илие, Рареш
Рареш Андрей Илие (рум. Rareș Andrei Ilie; родился 19 апреля 2003, Бухарест, Румыния) — румынский футболист, полузащитник французской «Ниццы», выступающий на правах аренды за итальянский клуб «Эмполи».

## Клубная карьера
Рареш является воспитанником бухарестского «Рапида». 5 сентября 2020 года, в возрасте 17 лет он дебютировал за взрослую команду в матче румынской Лиги II.
14 июля 2022 года владелец «Рапида» сообщил, что Илие переходит в «Ниццу». Французский клуб объявил о трансфере спустя 3 дня. Дебютировал за французский клуб 7 августа 2022 года в матче Лиги 1 против «Тулузы», заменив на 64-й минуте Алексиса Бека Бека.

## Карьера в сборной
Выступал за сборные Румынии до 18, до 19 лет и до 21 года.